# Dicrotendipes nestori
Dicrotendipes nestori är en tvåvingeart som beskrevs av Analia C.Paggi 1978. Dicrotendipes nestori ingår i släktet Dicrotendipes och familjen fjädermyggor. Inga underarter finns listade i Catalogue of Life.